# 山岸範宏
山岸 範宏（やまぎし のりひろ、1978年5月17日 - ）は、埼玉県大里郡大里町（現：熊谷市）出身の元プロサッカー選手、サッカー指導者。ポジションはゴールキーパー（GK）。元日本代表。

## 来歴

### ユース時代
埼玉県立熊谷高等学校を経て1997年に中京大学に入学。在学中の1999年にユニバーシアード日本代表に選出されてパルマ・デ・マヨルカで開催された同大会に出場した。2000年には全日本大学サッカー選手権大会で優勝し、ベストGKに選ばれた。
2001年に浦和レッズに入団。2年目の2002年3月16日、日本平の清水エスパルス戦で初出場を果たし、後に西部洋平からポジションを奪う。しかし、2003年にG大阪から都築龍太が加入すると、瞬く間にポジションを奪われた。これ以降、都築とは激しいポジション争いを繰り広げた。
2004年はファーストステージこそベンチを温めていたが、セカンドステージ途中から正GKの座を取り戻し、チームの初のステージ優勝に貢献した。しかし、ナビスコカップ決勝ではFC東京に、Jリーグチャンピオンシップでは横浜FMに双方ともPK戦の末に敗れた。
2005年はシーズン前のキャンプ時に行われた鳥栖との練習試合で相手選手と交錯し肩を脱臼。その影響で開幕に間に合わず、再び都築にポジションを奪われてしまい試合出場はリーグ戦1試合、ナビスコカップ1試合、天皇杯3試合（内1試合は途中出場）に留まった。
2006年は序盤こそ控えだったものの、都築が故障して離脱して以降は正GKに復帰。リーグ戦24試合に出場し、リーグ優勝に貢献した。この年に当時代表監督を務めたオシムによって初めて日本代表に選出された。オシムの監督就任から2006年終わりまでの国際Aマッチ7試合に全てベンチ入りしたが、試合出場はなかった。
2007年は前年に引き続き正GKとして開幕戦に出場したが、その後都築にポジションを奪われ、2008年は遂に出場機会が訪れず移籍の噂もあった。2009年も序盤は前年までと同様にベンチを温める時期が続いていたが、地道にトレーニングを重ね、都築が代表招集にて不在となった際に出場したナビスコカップの試合で優れたパフォーマンスを披露し、さらに9月には都築が負傷で離脱した事もあり、Jリーグ第26節の川崎戦以降、すべての公式戦でフル出場を果たし、正GKの座を三度奪還した。
2010年は開幕戦から正GKとして出場。ヤマザキナビスコカップではチームの方針で加藤順大にポジションを譲ったが、リーグ戦では自身初となる全試合フルタイム出場を果たした。
都築が引退した2011年も開幕戦から正GKとして出場していたが自身の不調とチーム成績も低迷していたためにJリーグ第14節の大宮戦から加藤に正GKの座を奪われ、最終的にこの年は公式戦14試合の出場に留まった。ミハイロ・ペトロヴィッチが新監督に就任した2012年は、GKも組立への参加が要求されたためより一層加藤が重用されることになりルーキーイヤー以来11年ぶりにリーグ戦での出場なしに終わった。2013年も引き続き加藤の控えとして迎えたが、中盤戦以降失点が増えると終盤戦になって第26節の甲府戦で2年4ヶ月ぶりにリーグ戦出場を果たすとそれ以降はポジションを奪還した。
2014年は西川周作の加入により出場機会を失い、カップ戦でのベンチ入り6試合に留まった。
6月16日、モンテディオ山形への完全移籍が発表された（期間は2015年1月31日まで）。開幕からレギュラーを張っていた清水健太が負傷離脱していたこともあり移籍後はすぐに正GKの座を得ると、守備面のみならずキャプテンとしてもチームを引っ張り、クラブ史上初の天皇杯決勝進出・J1昇格プレーオフ出場権獲得に貢献した。そのプレーオフ準決勝の磐田戦では、後半アディショナルタイムにコーナーキックから勝ち越し点となるヘディングシュートを決め、プロ初ゴールを挙げた。Jリーグ公式戦でのゴールキーパーの得点はこれが7例目となり、ヘディングによる得点はJリーグ史上初であった。決勝の千葉戦でも安定したセービングを見せて無失点に抑えた。チームは完封勝利し、プレーオフ優勝。山形のJ1復帰の立役者となった。翌ナビスコ杯・天皇杯含め自身初の全公式戦フルタイム出場を果たしたが、チームはJ1最下位となりJ2降格となった。
2017年、ギラヴァンツ北九州へ完全移籍。2018年限りで現役を引退した。

### 引退後
2019年2月、JFAアカデミー福島の男子U-18GKコーチに就任した。

## 個人成績
| 国内大会個人成績 | 国内大会個人成績 | 国内大会個人成績 | 国内大会個人成績 | 国内大会個人成績 | 国内大会個人成績 | 国内大会個人成績 | 国内大会個人成績 | 国内大会個人成績 | 国内大会個人成績 | 国内大会個人成績 | 国内大会個人成績 |
| 年度             | クラブ           | 背番号           | リーグ           | リーグ戦         | リーグ戦         | リーグ杯         | リーグ杯         | オープン杯       | オープン杯       | 期間通算         | 期間通算         |
| 年度             | クラブ           | 背番号           | リーグ           | 出場             | 得点             | 出場             | 得点             | 出場             | 得点             | 出場             | 得点             |
| 日本             | 日本             | 日本             | 日本             | リーグ戦         | リーグ戦         | リーグ杯         | リーグ杯         | 天皇杯           | 天皇杯           | 期間通算         | 期間通算         |
| ---------------- | ---------------- | ---------------- | ---------------- | ---------------- | ---------------- | ---------------- | ---------------- | ---------------- | ---------------- | ---------------- | ---------------- |
| 2001             | 浦和             | 32               | J1               | 0                | 0                | 0                | 0                | 0                | 0                | 0                | 0                |
| 2002             | 浦和             | 21               | J1               | 26               | 0                | 3                | 0                | 1                | 0                | 30               | 0                |
| 2003             | 浦和             | 1                | J1               | 10               | 0                | 5                | 0                | 1                | 0                | 16               | 0                |
| 2004             | 浦和             | 1                | J1               | 11               | 0                | 2                | 0                | 4                | 0                | 17               | 0                |
| 2005             | 浦和             | 1                | J1               | 1                | 0                | 1                | 0                | 3                | 0                | 5                | 0                |
| 2006             | 浦和             | 1                | J1               | 24               | 0                | 6                | 0                | 0                | 0                | 30               | 0                |
| 2007             | 浦和             | 1                | J1               | 1                | 0                | 1                | 0                | 1                | 0                | 3                | 0                |
| 2008             | 浦和             | 1                | J1               | 1                | 0                | 3                | 0                | 1                | 0                | 5                | 0                |
| 2009             | 浦和             | 1                | J1               | 11               | 0                | 8                | 0                | 1                | 0                | 20               | 0                |
| 2010             | 浦和             | 1                | J1               | 34               | 0                | 0                | 0                | 4                | 0                | 38               | 0                |
| 2011             | 浦和             | 1                | J1               | 9                | 0                | 2                | 0                | 3                | 0                | 14               | 0                |
| 2012             | 浦和             | 1                | J1               | 0                | 0                | 3                | 0                | 1                | 0                | 4                | 0                |
| 2013             | 浦和             | 1                | J1               | 9                | 0                | 3                | 0                | 1                | 0                | 13               | 0                |
| 2014             | 浦和             | 1                | J1               | 0                | 0                | 0                | 0                | 0                | 0                | 0                | 0                |
| 2014             | 山形             | 31               | J2               | 24               | 0                | -                | -                | 6                | 0                | 30               | 0                |
| 2015             | 山形             | 1                | J1               | 34               | 0                | 6                | 0                | 3                | 0                | 43               | 0                |
| 2016             | 山形             | 1                | J2               | 41               | 0                | -                | -                | 1                | 0                | 42               | 0                |
| 2017             | 北九州           | 1                | J3               | 17               | 0                | -                | -                | 1                | 0                | 18               | 0                |
| 2018             | 北九州           | 1                | J3               | 5                | 0                | -                | -                | -                | -                | 5                | 0                |
| 通算             | 日本             | 日本             | J1               | 171              | 0                | 43               | 0                | 24               | 0                | 238              | 0                |
| 通算             | 日本             | 日本             | J2               | 65               | 0                | -                | -                | 7                | 0                | 72               | 0                |
| 通算             | 日本             | 日本             | J3               | 22               | 0                | -                | -                | 1                | 0                | 23               | 0                |
| 総通算           | 総通算           | 総通算           | 総通算           | 258              | 0                | 43               | 0                | 32               | 0                | 333              | 0                |

その他の公式戦
- 2004年
  - Jリーグチャンピオンシップ 2試合0得点
- 2007年
  - スーパーカップ 1試合0得点
- 2014年 
  - J1昇格プレーオフ 2試合1得点

| 国際大会個人成績 | 国際大会個人成績 | 国際大会個人成績 | 国際大会個人成績 | 国際大会個人成績 |
| 年度             | クラブ           | 背番号           | 出場             | 得点             |
| AFC              | AFC              | AFC              | ACL              | ACL              |
| ---------------- | ---------------- | ---------------- | ---------------- | ---------------- |
| 2007             | 浦和             | 1                | 0                | 0                |
| 2008             | 浦和             | 1                | 1                | 0                |
| 2013             | 浦和             | 1                | 0                | 0                |
| 通算             | AFC              | AFC              | 1                | 0                |

その他の国際公式戦
- 2007年
  - A3チャンピオンズカップ 2試合0得点

## タイトル

### クラブ
浦和レッズ
- J1リーグ：1回（2006年）
- J1リーグ 2ndステージ：1回（2004年）
- Jリーグカップ：1回（2003年）
- 天皇杯全日本サッカー選手権大会：2回（2005年、2006年）
- FUJI XEROX SUPER CUP：1回（2006年）
- AFCチャンピオンズリーグ：1回（2007年）

### 個人
- J2リーグ月間MVP：1回（2014年11月）
- J30ベストアウォーズ ベストゴール (ヘディングシュート部門)：（2023年）

## 代表歴
- 2006年 日本代表

## 指導歴
- 2019年2月 -  JFAアカデミー福島男子U-18GKコーチ